# Isla Catalinita
Isla Catalinita är en ö i Dominikanska republiken.   Den ligger i provinsen La Altagracia, i den östra delen av landet, 150 km öster om huvudstaden Santo Domingo.